# Debreczeni László (művészettörténész)
Debreczeni László (Marosvásárhely, 1903. december 18. – Kolozsvár, 1986. szeptember 20.) művészettörténész, műkritikus, grafikus, építész, műemlékvédelmi szakember.

## Életpályája
Tanulmányait a kolozsvári középfokú technikumban végezte 1923-ban; majd népművészeti és építészettörténeti tanulmányokat folytatott. Első írása 1924-ben jelent meg az Ifjú Erdély-ben. 1925-ben ismerkedett meg Kelemen Lajossal, az ő javaslatára kezdte rajzolni Erdély középkori műemlékeit. 1928-tól 1944-ig az Erdélyi református egyházkerület, illetve Makkai Sándor püspök megbízásából az egyházi építészeti emlékek és műtárgyak összeírásával, felvételezésével, műemléképületek gondozásával, épülettervezéssel foglalkozott. Az ő tervei alapján újították fel például 1931-ben a magyarkiskapusi református templomot. 1945-től 1948-ig hadifogoly volt. 1949-től a kolozsvári Magyar Művészeti Intézet, majd a Ion Andreescu Képzőművészeti Intézet műszaki felelőse, 1955-től nyugalomba vonulásáig lektora: népművészetet, ábrázoló mértant és perspektívát tanított. Ő volt az egyik kulcsszereplő a második világháború utáni országos műemlékösszeírás kolozsvári munkálatainál.
Ő illusztrálta Dsida Jenő Leselkedő magány és Vajda István Tengerszem című verseskötetét.

## Kötetei
- Erdélyi református templomok és tornyok (50 műmelléklettel), Kolozsvár-Segesvár, 1929
- A mi művészetünk, Kolozsvár, 1940
- Széljegyzetek egy népművészetünkről szóló munkához; Erdélyi Múzeum-Egyesület, Kolozsvár, 1942 (Erdélyi Tudományos Füzetek 137.)
- Száz rajz; szerk. Sipos Gábor, bev. Szatmári László; Erdélyi Református Egyházkerület, Kolozsvár, 1995
- Cseke Péter: Vigyázó torony. Beszélgetések Debreczeni Lászlóval; Kriterion, Bukarest, 1995
- Szép Erdélyországból, fatornyos hazámból. Kolozsvár, Művelődés, 2005, ISBN 973-7993-11-X
- Kecsesség, derű, ősi komolyság. Monumentális népi építészeti emlékek Erdélyben; szerk. Szatmári László; Művelődés, Kolozsvár, 2007 ISBN 978-973-7993-27-4